# Tesis sobre filosofia de la història
Tesis sobre el concepte d'història, també anomenades Sobre el concepte d'història (en l'original alemany: Über den Begriff der Geschichte, 1940, traducció de l'alemany de Marc Jiménez Buzzi i del francés d'Arnau Pons, Barcelona: Flâneur, 2019. ISBN 978-84-09-12585-2) constitueixen el darrer text escrit per Walter Benjamin, a París, l'any 1940, poc abans de traure's la vida. Considerades un referent filosòfic i polític, es publicaren l'any 1942 per l'Institut de Recerca Social de Los Angeles (Escola de Frankfurt).
Aquest text molt breu no estava pensat per a ser publicat, sinó que era una base de treball per un estudi futur: Benjamin intentava anar-se'n als Estats Units en aquell moment.
Es compon de 20 textos breus: tesis, apèndixs i variants. Difícil de llegir, ha donat lloc a moltes interpretacions.

## Resum
Cadascun dels 20 textos té un paràgraf, i es divideixen en 18 tesis amb dos annexos. (La versió traduïda per Walter Benjamin conté sols 13 tesis). Les tesis aborden el concepte d'història, en relació amb el progrés, en una proposta que barreja diferents referents de Walter Benjamin, el marxisme, la teologia jueva i el Romanticisme alemany. D'una banda, trobem l'enfocament marxista, al qual el text e refereix habitualment, sobretot apel·lant a l'"historiador materialista", però també, d'altra banda, conté referències al messianisme i la teologia. La Redempció, que és l'equivalent cabalístic de l'apocatàstasi cristiana, es convoca regularment com un espai de trobada entre el passat i el present.
Per a Walter Benjamin, l'historiador és un "profeta que mira cap enrere". "La història s'hauria d'explicar no pas des del punt de vista dels vencedors, sinó del vençut".

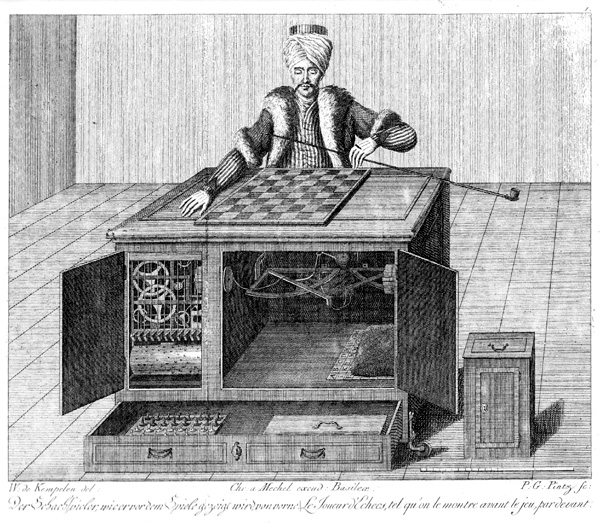
L'autòmat que juga als escacs

La tesi I recolza en la història de l'autòmat turc que juga als escacs que s'exposà als Estats Units entre el 1820 i el 1830 per Johann Nepomuk Mälzel, i que Edgar Allan Poe utilitzà per a un dels seus contes. Però per a Walter Benjamin, l'autòmat que juga als escacs representa el "materialisme històric", impulsat per l'ancilla theologiae, aquella "cosa vella marcida i malfamada", la teologia.

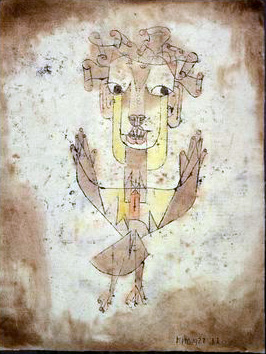
Angelus Novus, de Paul Klee

La tesi IX fa referència al quadre de Paul Klee Angelus Novus, que pertanyia a Walter Benjamin (Gershom Scholem el va heretar després del 1945).

## Context
Walter Benjamin escrigué aquestes tesis entre desembre del 1939, després d'abandonar el camp de Nevers, on havia estat internat durant més de dos mesos per les autoritats de la República Francesa; i principis del 1940. La invasió alemanya d'Europa s'hi intensificà. El Pacte germano-soviètic Mólotov-Ribbentrop, signat el 1939, aturà un temps els moviments de protesta i desorientà part de l'esquerra antifeixista. Walter Benjamin, com molts intel·lectuals jueus alemanys i austríacs que eren apàtrides perquè els havien despullat de la seua nacionalitat, ja no estava segur a l'estat francés.
El text es torna més incisiu i necessari pel context històric, però el seu abast és universal.
En una carta datada del 12 de febrer del 1940 a Max Horkheimer, l'editor de la revista, li deia: "Acabe de completar una sèrie de tesis sobre el concepte d'història. Aquestes tesis s'adjunten d'una banda a les vistes que s'exposen en el capítol I de Fuchs. Han de servir, també, de marc teòric per al segon assaig sobre Baudelaire. Són un primer intent de fixar un aspecte de la història que ha d'establir una escissió irremeiable entre la nostra manera de veure i les pervivències del positivisme que, al meu parer, tan fondament delimiten fins i tot aquells conceptes d'història que, per si mateixos, ens són més propers i familiars. El caràcter despullat que vaig haver de donar a aquestes tesis em dissuadeix de comunicar-te-les tal com són". Hi afig que "dugué aquests pensaments dins seu durant uns vint anys".
Walter Benjamin no tenia la intenció de publicar aquestes tesis, i això explica que n'hi haja algunes diferències entre les versions.
A l'abril envià una còpia de Tesis a Gretel Adorno, esposa de Theodor Adorno. Va confiar-ne el manuscrit a Hannah Arendt, abans que aquesta se n'anàs de l'estat francés i ell es va suïcidar quan creuava la frontera catalana, a Portbou. Theodor Adorno havia estat nomenat per Benjamin executor de les seues obres.

## Publicacions
El 1942, a Los Angeles, Max Horkheimer, un dels dirigents de l'Institut de Recerca Social, va decidir publicar un llibret titulat En mémoire de Walter Benjamin. Ací es publiquen per primera vegada les tesis sobre el concepte d'història.
L'any 1947, Pierre Missac el va traduir en la revista Les Temps modernes.
Com que és un text breu, sovint s'inclou en reculls. Es troba en:
- Écrits français, Bibliothèque des idées, edicions Gallimard. Es tracta d'una traducció francesa del mateix Walter Benjamin, i n'inclou sols tretze tesis. S'hi han afegit notes, traduïdes per Françoise Eggers (Paralipomènes et variantes des Thèses Sur le concept d'histoire).[2]
- Oeuvres III, Col·lecció d'assaigs, Edicions Gallimard. Traducció de Maurice de Gandillac.[6]
- Sur le concept d'histoire, collection, Col·lecció Petite bibliothèque Payot, 2013, traducció: Olivier Mannoni.